# Kynsivesi–Leivonvesi
Kynsivesi–Leivonvesi est un lacs situé à Hankasalmi, Konnevesi et Laukaa en Finlande,,.

## Présentation
Selon SYKE, les deux lacs Kynsivesi et Leivonvesi de même niveau sont considérés comme un lac unique nommé  Kynsivesi-Leivonvesi et numéroté  14.352.1.001. 
Le lac Kynsivesi-Leivonvesi a une superficie de 54,13 kilomètres carrés et une altitude de 87,8 mètres.

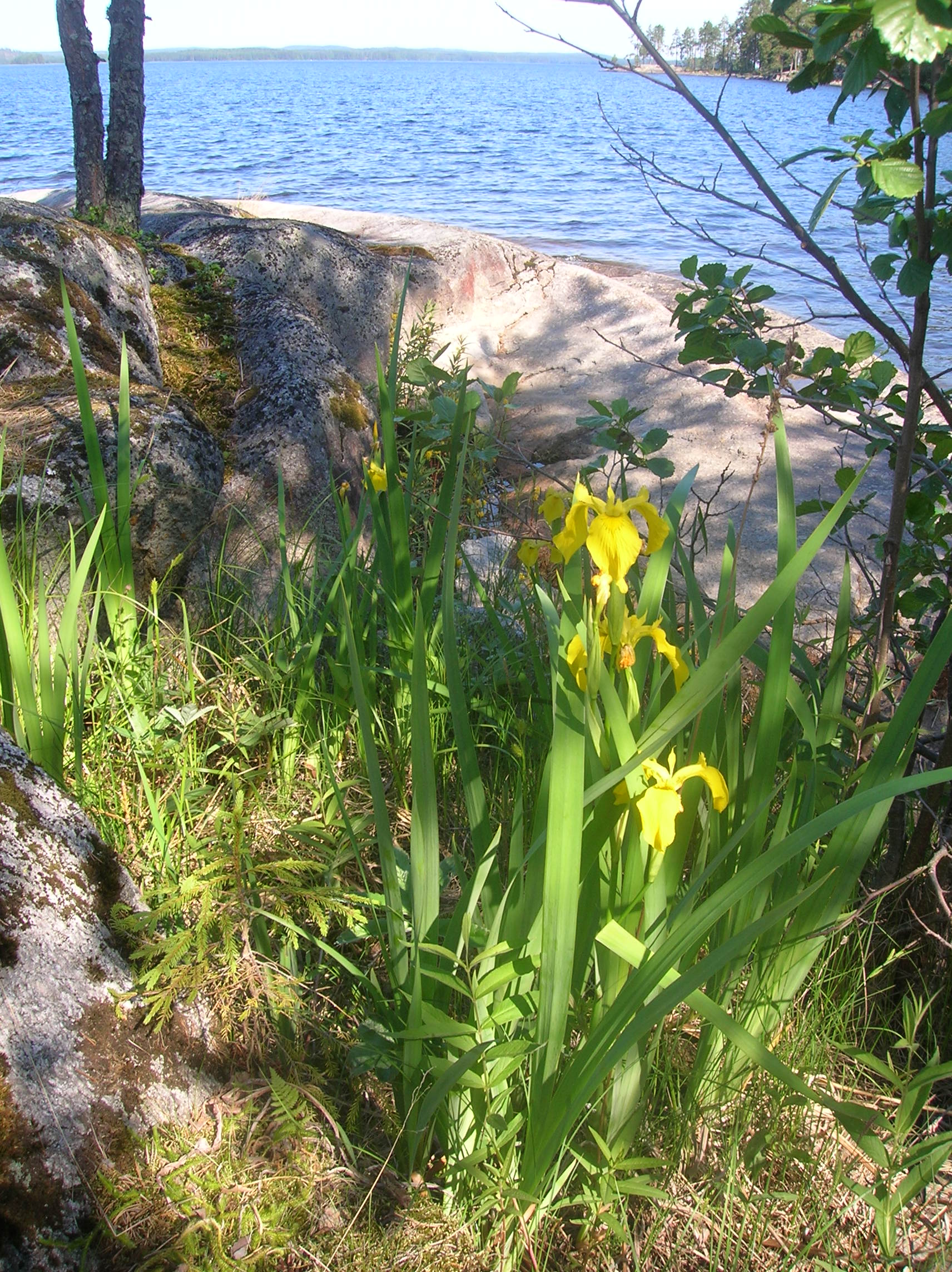
L'ile Paskosaari.